# Windesheim
Windesheim település Németországban, Rajna-vidék-Pfalz tartományban. Lakosainak száma 1823 fő (2023. december 31.).

## Népesség
A település népességének változása:
| Lakosok száma | 1567 | 1799 | 1800 | 1751 | 1812 | 1823 |
|               | 1975 | 2017 | 2019 | 2021 | 2022 | 2023 |